# East Mid Intercourse Island
East Mid Intercourse Island är en ö i Australien. Den ligger i delstaten Western Australia, omkring 1 300 kilometer norr om delstatshuvudstaden Perth. Arean är 0,43 kvadratkilometer. Den sträcker sig 0,7 kilometer i nord-sydlig riktning, och 1,0 kilometer i öst-västlig riktning.
Trakten runt East Mid Intercourse Island är nära nog obefolkad, med mindre än två invånare per kvadratkilometer. Stäppklimat råder i trakten. Genomsnittlig årsnederbörd är 409 millimeter. Den regnigaste månaden är januari, med i genomsnitt 148 mm nederbörd, och den torraste är augusti, med 1 mm nederbörd.